# هیکرس‌میلده
هیکرس‌میلده (به هلندی: Hijkersmilde) یک منطقهٔ مسکونی در هلند است که در میدن-درنته واقع شده‌است.